# Geriatric Orthopaedic Surgery & Rehabilitation
Geriatric Orthopaedic Surgery & Rehabilitation es una revista académica revisada por pares que publica artículos seis veces al año en el campo de la ortopedia . El editor de la revista es Stephen L. Kates, MD ( Centro Médico de la Universidad de Rochester ). Ha estado en publicación desde 2010 y actualmente es publicado por SAGE Publications .El editor en jefe actual (2023) es Stephen L. Kates (Universidad de Virginia ), el l editor adjunto de la Revista es Simon Mears, MD, PhD, profesor asociado de cirugía ortopédica en la Universidad Johns Hopkins.

## Resumen e indexación
Geriatric Orthopaedic Surgery & Rehabilitation está resumida e indexada en las siguientes bases de datos: Google Scholar; Pub Med - Biblioteca Nacional del Congreso de EE. UU., Institutos Nacionales de Salud

## Métricas de revista
2022
- Web of Science Group : N/D
- Índice h de Google Scholar:23
- Scopus: 1.316